# Alexandre Bergamo
Alexandre Antônio Bergamo, noto come Bergamo (Bento Gonçalves, 5 marzo 1981), è un pallavolista brasiliano.
È in possesso del passaporto italiano.

## Carriera
Nel 2005-06 è stato il miglior muro nella Superliga Brasiliana, mentre nella stagione 2008-09 ha militato nella Esseti Carilo Loreto, squadra con cui ha ottenuto la promozione in serie A1. Attualmente ricopre il ruolo di opposto nel Volley Cagliari.